# 赤い手は滅びのしるし
「赤い手は滅びのしるし」(Red Hand of Doom)はダンジョンズ&ドラゴンズ第3.5版(D&D)用の128ページのアドベンチャーである。本作品は包括的なD&Dアドベンチャーであり、どんなキャンペーンにも持ち込めるように単体でデザインされた。モジュールの最初のページで、これをD&Dの3大キャンペーン・セッティングであるグレイホークやフォーゴトン・レルムそしてエベロンの世界のどこに置くかの手順が記されている。2007年には日本語版が発売された。
アドベンチャーは6レベルから12レベルのキャラクターに適していると指示されているが、しかしデザイナーは5レベルから11レベルのキャラクターを対象にしたと明言した。これはまたウィザーズ・オブ・ザ・コーストのDungeons & Dragonsアドベンチャーで初めてデザイナー・ノートを重要に使った例である。プレイヤーは、冒険を完了させるために数週間—あるいは数ヶ月—かかると予想される。

## プロット
「赤い手は滅びのしるし」の導入部は冒険者グループが辺境過疎地域のエルシア谷に足を踏み入れたところから始まる。パーティーは発見され、次に熱狂的な暗黒の女神ティアマトに身を捧げている、カリスマ的なハーフ・ドラゴンの将軍アザール・クルに率いられた、大規模なホブゴブリンの群れが待ち伏せる位置に配置される。群れを止めるためには、プレイヤーは谷の住民を奮い起こし、ホブゴブリンたち、巨人たち、そしてドラゴンたちと闘い、圧倒的な敵を倒さなければならない。

## 出版履歴
2006年のRed Hand of Doom出版に先立って、ウィザーズ・オブ・ザ・コースト社は2002年の初期からD&Dのアドベンチャーを出版しておらず、その間の年は他のシステム向けに4つのアドベンチャーを出版していただけだった。Red Hand of Doomの出版を転機に、その年に出版された最初の6つのD&Dのアドベンチャーは2007年から2008年まで割引価格で販売された。
Red Hand of Doomは、「デザイナー・ノート」にシナリオを書いた作家がプレイヤーに追加のアドバイスを提供するためにデザインプロセスでの決定事項を説明する、最初のD&Dアドベンチャーになり、同様の形式でダウンロード可能なPDFコンテンツstat blocksを組み込むようになった。
著者らは自己完結型としての冒険を考えて、それ以降の出版物に話を続けるつもりはない。最初の第4版向けDungeon en:Adventure PathScales of WarはRed Hand of Doomと同じロケーションから始まり、マップを再使用するが、すぐに独自の地理と歴史に分岐する。

## 日本語版
2007年4月にD&D3.5版対応シナリオとして日本語版が発売された。英語版同様の全ページフルカラー印刷であり、両面ポスターマップが付属する。

## 決定的な評判
出版は一般的に好評を博し、評論者たちは長年ベスト・アドベンチャーのひとつに本作品を挙げ、元素邪霊の寺院や国境の城塞と並び、内容と品質の両面で好意的に比較している。批評家によってデザイナー・ノートやダウンロード可能なコンテンツの提供を含めると見なすかに別れる。出版物全体に及ぶアートワークの紹介は特別な関心を引き、Howard Jonesは「すばらしい」と表現した。
キャンペーンの汎用的な性質は、強みと制限の両方と見られていた。それは、マテリアルが既存のキャンペーンとゲーム世界に挿入されるのを許容されながら、特に標準的ではないキャンペーンでそうすることは困難な作業となるかもしれないと認識され、出版物はそのようなタスクのための十分な情報に欠けていた。
D&Dの入門書のひとつDungeon Master for Dummiesには、Red Hand of Doomは第3版のベスト・アドベンチャー10種の中のひとつに挙げられている。